# Łańcut
Łańcut est une ville de la voïvodie des Basses-Carpates, dans le sud-est de la Pologne. Elle est le chef-lieu du powiat de Łańcut. Sa population s'élevait à 18 143 habitants en 2012.

## Histoire
Depuis le premier partage de la Pologne en 1772 jusqu'en 1918, la ville de Lancut fait partie de la monarchie autrichienne (empire d'Autriche), puis Autriche-Hongrie (Cisleithanie après le compromis de 1867), chef-lieu du district de même nom, l'un des 78 Bezirkshauptmannschaften en province (Kronland) de Galicie.
Avant la Seconde Guerre mondiale, environ un tiers des habitants de la ville sont juifs. Chaque année, les adeptes du judaïsme hassidique viennent en pèlerinage sur la tombe de rabbins notables. En août, 1942, une Einsatzgruppe allemande assassine 2 750 Juifs de Łańcut lors d'une exécution de masse perpétrée dans la forêt voisine.

## Patrimoine
- Synagogue de Łańcut qui date du XVIIIe siècle[4].
- Château de Łańcut[5] datant du XVe siècle, abrite un musée d'art.